# 鎮信流
鎮信流 （ちんしんりゅう）は、肥前平戸藩松浦家で伝えられた武家茶道の流派。4代藩主松浦鎮信が片桐石州に学び、また様々な流儀を研究して打ち立てた。石州流鎮信派とも。現在宗家は藤沢市にある。

## 歴史
松浦鎮信（重信）は平戸藩の4代藩主で、若年より茶道を好み、家臣に金森宗和から伝授を受けさせ、遠州流、一尾流、古市流、有楽流なども研究していたが、壮年に至って片桐石州に師事して藤林宗源より皆伝を受けた。そこで石州流を基本としてそこに各流儀の長所を加えて一派を打ち立て、石州流での弟弟子にあたる村松伊織を茶堂として迎え、これに豊田の姓を与えて代々伝授させた。
大名家の常として当主自らが茶道を伝承することはなく、茶堂より伝授を受けるのであるが、特に8代藩主松浦誠信は17歳で皆伝を受けるほどの達人であった。12代藩主松浦詮（心月庵）のときに維新を迎え、家元を豊田家から移して鎮信流を称し、東京で自ら茶道の指導を行うようになる。とくに女子学習院や日本女子大学などで皇族などへ茶道の教授にあたった。また和敬会（十六羅漢会）の中心メンバーとして持ち回り茶会を催すなど、明治期の茶道復興に貢献した人物の一人に数えられる。

## 歴代
江戸期の藩主各代については平戸藩を参照のこと。
| 代 | 名     | 号   | 生没年月日             | 備考 |
| -- | ------ | ---- | ---------------------- | ---- |
| 37 | 松浦詮 | 心月 | 1840年 - 1908年4月11日 |      |
| 38 | 松浦厚 | 鸞州 | 1863年 - 1934年5月7日  |      |
| 39 | 松浦陞 | 如月 | 1884年 - 1962年8月31日 |      |
| 40 | 松浦素 | 祥月 | 1912年 - 1981年        |      |
| 41 | 松浦章 | 宏月 | 1941年 -               | 当代 |

| 代 | 名       | 生没年月日             | 備考     |
| -- | -------- | ---------------------- | -------- |
| 初 | 豊田忠村 | 1656年 - 1723年7月11日 | 村松伊織 |
| 二 | 豊田忠知 | 1681年 - 1741年7月30日 |          |
| 三 | 豊田忠恒 | 1718年 - 1791年6月29日 |          |
| 四 | 豊田忠正 | 1739年 - 1806年8月20日 |          |
| 五 | 豊田忠貞 | 1770年 - 1856年9月18日 |          |
| 六 | 豊田忠周 | 1795年 - 1841年5月27日 |          |
| 七 | 豊田忠虎 | 不詳 - 1846年4月14日   |          |
| 八 | 豊田忠澄 | 不詳                   |          |